# Skankan
Skankan – polska, wśród sympatyków zwana legendarną grupa muzyczna grająca mieszankę nurtów ska, reggae i rock’n’roll założona w Sosnowcu, w 1993 roku.

## Historia
Oficjalny początek zespołu to data pierwszego finału WOŚP – 3 stycznia 1993. Z założenia miał być to jednorazowy projekt tworzony specjalnie na wspomnianą okazję, jednak stało się inaczej i już rok później wyklarował się regularny skład zespołu. W 1995 roku ukazał się koncertowy album – Live'95, a rok później "Ożywia Trupy" zawierający autorski materiał w wersji studyjnej. Skankan dużo koncertował i – co warto wspomnieć – był zespołem otwierającym pierwszy Przystanek Woodstock w Czymanowie w 1995 roku, grał również na kolejnych czterech: Szczecin-Dąbie (1996), Żary (1997–1999). Wzrastająca popularność zespołu została zauważona za zachodnią granicą co zaowocowało pojawieniem się na niemieckiej składance "Ska Trax – The Next Generation Part Three" dwóch utwórów: "Dżolo" i "Kona Długi Dzień" (1996) oraz trasą koncertową po Niemczech u boku światowej legendy muzyki ska – Desmonda Dekkera.
Kolejne lata Skankan spędził na intensywnym koncertowaniu, nagrał muzykę do krótkometrażowego filmu Mieczysława Herby pt. "Randka W Ciemno" z udziałem Jerzego Stuhra (2000), wystąpił w popularnym wówczas programie telewizyjnym "Rower Błażeja", nagrywał z zespołami takimi jak: Püdelsi (Wolność Słowa), Bandog (Way To Disorder), Pidżama Porno (Ezoteryczny Poznań), Frontside (Sosnowiecki Song), powstał również dokument TVP Katowice w całości poświęcony Skankanowi (2000).
W 2009 roku Skankan wydał długo wyczekiwaną płytę studyjną "Try To Feel It", promując ją ogólnopolską trasą koncertową. Rok później działalność zespołu została zawieszona, bez planów na przyszłość.
Po kilkuletniej przerwie w działalności zespołu zmaterializował się pomysł reaktywacji Skankana przy okazji koncertu na 10 urodziny Booze&Glory, na którym wystąpił – w krakowskim klubie Kwadrat w 2019 roku. Pozytywny odbiór sprawił, że zespół postanowił wznowić działalność.
W 2020 roku Skankan otrzymał Nagrodę Artystyczną Miasta Sosnowca w dziedzinie kultury.
Na początku 2022 roku wydany został album pt. "Burbon Whiskey Gin", promowany ogólnopolską trasą koncertową.
Od 2023 roku Skankan wspiera kampanię społeczną "Muzyka Przeciwko Rasizmowi" Stowarzyszenia "Nigdy Więcej".
W 2024 ukazały się single: "Menel Song" i "Amore".

## Muzycy

### Obecni
- Damian Jurak – puzon (od 2019)
- Jarosław "Jarczys" Kamiński – saksofon tenorowy (1994 – 2004, od 2019)
- Gaweł Kowalik – gitara (od 2019)
- Sebastian "Miles" Lorek – klawisze (od 2023)
- Szczepan Łach – perkusja (1993 – 1994), trąbka (1995 – 2005), wokal (1995 – 2005, od 2019)
- Maciej "Magic" Nawrocki – perkusja (od 2020)
- Andrzej "Gęga" Wroński – bas (od 2024)

### Byli
- Garczek – wokal (1993)
- Wojciech "Wojo" Kamiński – saksofon (1993-2010)
- Dariusz "Dareczek" Jagiełka – gitara (1993 – 1994), gitara basowa (1995 – 2004)
- Tomasz Małpa – gitara basowa (1993 – 1994)
- Zyta – wokal 1994
- Wojciech Nowak – gitara basowa (1994)
- Damian "Łysy" Dubiel – puzon (1994)
- Sebastian "Stecyk" Steć – perkusja (1994 – 1995, 2019 – 2020)
- Grzegorz "Tiger" Mosurek – wokal (1994–2010)
- Krzysztof "Krakus" Krakuski – trąbka (1994 – 2006)
- Remigian "Remik" Golec – gitara (1994 – 2001)
- Justyna Ludkowska – puzon (1998 – 2000)
- Kamil "Zwierzak" Gorgoń – perkusja (1995 – 2010)
- Łukasz "Zoltar" Gorgoń – gitara (2002 – 2010)
- Arkadiusz "Kwiaciu" Kwiatkowski – puzon (2000 – 2012)
- Ania "Owca" Szymanek – gitara basowa (2005 – 2010)
- Robert "Trąbuś" Niepostyn – trąbka (2007 – 2012)
- Robert "Wypłosz" Pudelski – trąbka (2019 – 2020)
- Sebastian Baczewski – trąbka (2020 – 2022)
- Kamil "Savage" Kowalczyk – saksofon, wokal (2019 – 2022)
- Mariusz "Binkwa" Binkiewicz – gitara (1994 – 2010, 2019 – 2023)
- Michał "Oczko" Jednaki – gitara basowa (2019 – 2024)
- Stanisław Student – klawisze (2019 – 2022)

## Dyskografia

### Albumy
- Live '95 (1995)
- Ożywia Trupy (1996)
- Try To Feel It (2009)[16][17][18][19][20]
- Bourbon Whiskey Gin (2022)[21][22][23][24][25][26][27]

### Single
- Menel Song (2024)
- Amore (2024)

### Kompilacje
- Ska Trax – The Next Generation Part Three (Heatwave Blacklabel, 1996)
- Żary 1997 (1997)
- SKA, reggae & punk (KOCH International Poland, 1997)
- Wakacyjne Zagranie Czyli Przystanek Woodstock (XL, 1998)
- SKAdanka czyli ska po polsku (Machina, 1999)
- Punks, Skins & Rudeboys Now! Vol. 2 (Rock’n’Roller – Garaż Nr 12, 1999)
- Pol-SKA Norma  (Rock’n’Roller, 2001)
- Muzyka Ulicy – Muzyka Dla Mas Vol.1 (Olifant Records, 2004)[28]
- United Colors of Ska 4.0 (Pork Pie, 2007)
- Punks, Skins & Rudeboys Now! Vol. 18 (Jimmy Jazz Records – Garaż Nr 28, 2009)
- Punky Reggae Rockers – 04 (Lou & Rocked Boys, 2010)
- 18 Lat Lou & Rocked Boys – Folk side (Lou & Rocked Boys, 2016)
- SkaSety.PL vol.1 (2021)
- Ultra Chaos Piknik 2022/2023 (2024)
- Detective Ska Compil' Vol.4 (2024)

### Gościnny udział
- Frontside – Moja Własna Tolerancja (Enigmatic Records, 1997)
- Püdelsi – Wolność Słowa (Warner Music Poland, 2003)
- Bandog – Way To Disorder (Defense Records, 2018)
- S.O.S Angeles – Jingle Bell Zagłębie Ska (2024)

### Teledyski
- Człowieniu, Człowieniu (2002, reż. Paweł Bogocz)
- Feel It (2009)
- Brunetki, blondynki (2009)
- Stado Muszek (2019)
- No Regrets (2020)
- Kołysanka Dla Dareczka (2020)[29][30][31]
- Amore (2024)